# Talinum
Talinum é um género de plantas herbáceas plantas suculentas da família Talinaceae. Anteriormente este género estava colocado na família Portulacaceae.
Várias espécies possuem folhas comestíveis, e Talinum fruticosum é muito cultivada em regiões tropicais para consumo como verdura. Talinum paniculatum é cultivada como planta ornamental.

## Espécies
O gênero Talinum possui 16 espécies reconhecidas atualmente.
- Talinum arnotii Hook. f.
- Talinum caffrum (Thunb.) Eckl. & Zeyh.
- Talinum calycinum Engelm.
- Talinum crassicaule (Jacq.) Willd.
- Talinum crispatulum Dinter ex Poelln.
- Talinum fruticosum (L.) Juss.
- Talinum multiflorum Rose & Standl.
- Talinum napiforme DC.
- Talinum nocturnum Bacigalupo
- Talinum paniculatum (Jacq.) Gaertn.
- Talinum polygaloides Gillies ex Arn.
- Talinum portulacifolium (Forssk.) Asch. ex Schweinf.
- Talinum punae (R.E. Fr.) Carolin
- Talinum sediforme Poelln.
- Talinum tenuissimum Dinter
- Talinum tuberosum (Benth.) P. Wilson

### Anteriormente colocadas no género
- Calandrinia ciliata (Ruiz & Pav.) DC. (como T. ciliatum Ruiz & Pav)
- Phemeranthus mengesii (W.Wolf) Kiger (como T. mengesii W.Wolf)
- Phemeranthus parviflorus (Nutt.) Kiger (como T.  parviflorum Nutt.)
- Lewisia pygmaea (A.Gray) B.L.Rob. (como T. pygmaeum A.Gray)
- Phemeranthus rugospermus (Holz.) Kiger (como T. rugospermum Holz.)
- Phemeranthus spinescens (Torr.) Hershk. (como T. spinescens Torr.)
- Montiopsis umbellata (Ruiz & Pav.) D.I.Ford (como T. umbellatum Ruiz & Pav.)[2]